# Dick Attlesey
Richard « Dick » Attlesey (né le 10 mai 1929 à Compton, mort en octobre 1984) est un athlète américain spécialiste du 110 mètres haies, détenteur du record du monde de la discipline de 1950 à 1956.

## Carrière sportive
Étudiant à l'Université de Caroline du Sud, il remporte le titre du 110 yards haies des Championnats NCAA de 1950. Le 24 juin 1950, à College Park, Dick Attlesey décroche son premier titre aux Championnats de l'Amateur Athletic Union, et établit par la même occasion un nouveau record du monde du 110 m haies en 13 s 6, soit un dixième de seconde de mieux que ses compatriotes Fred Wolcott et Forrest Towns, codétenteurs de la meilleure marque mondiale. Quelques jours plus tard, le 10 juillet 1950 à Helsinki, l'Américain porte le record mondial à 13 s 5.
En 1951, Dick Attlesey enlève son deuxième titre national consécutif en 13 s 8. Il remporte par la suite la médaille d'or des premiers Jeux panaméricains, à Buenos Aires, en 14 s 0, devant l'Argentin Estanislao Kocourek
Il ne parvient pas à se qualifier pour les Jeux olympiques de 1952.

## Palmarès

### International
| Date | Compétition        | Lieu         | Place | Temps  | Épreuve     |
| ---- | ------------------ | ------------ | ----- | ------ | ----------- |
| 1951 | Jeux panaméricains | Buenos Aires | 1er   | 14 s 0 | 110 m haies |

### National
- Championnats des États-Unis : vainqueur du 110 m haies en 1950 et 1951
- Championnats NCAA : vainqueur du 110 yards haies en 1950